# Камсдорф
Камсдорф (нім. Kamsdorf) — селище в Німеччині, розташоване в землі Тюрингія. Входить до складу району Заальфельд-Рудольштадт. До липня 2018 року мало статус громади, відтоді стало складовою частиною громади Унтервелленборн.
Площа — 6,90 км2. Населення становить 2653 особи (станом на 31 грудня 2016).
Важливий середньовічний осередок видобутку міді.

## Галерея

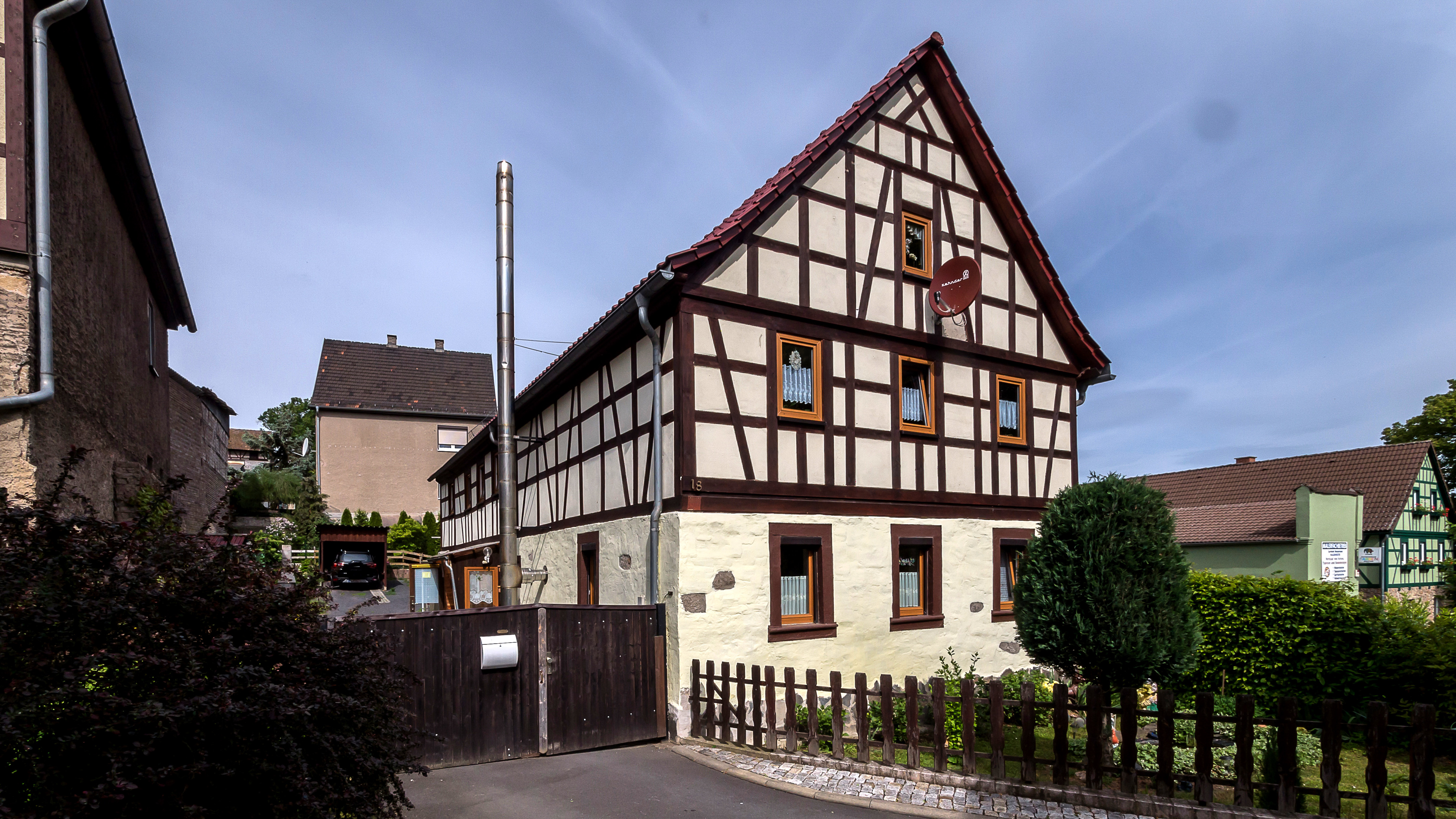
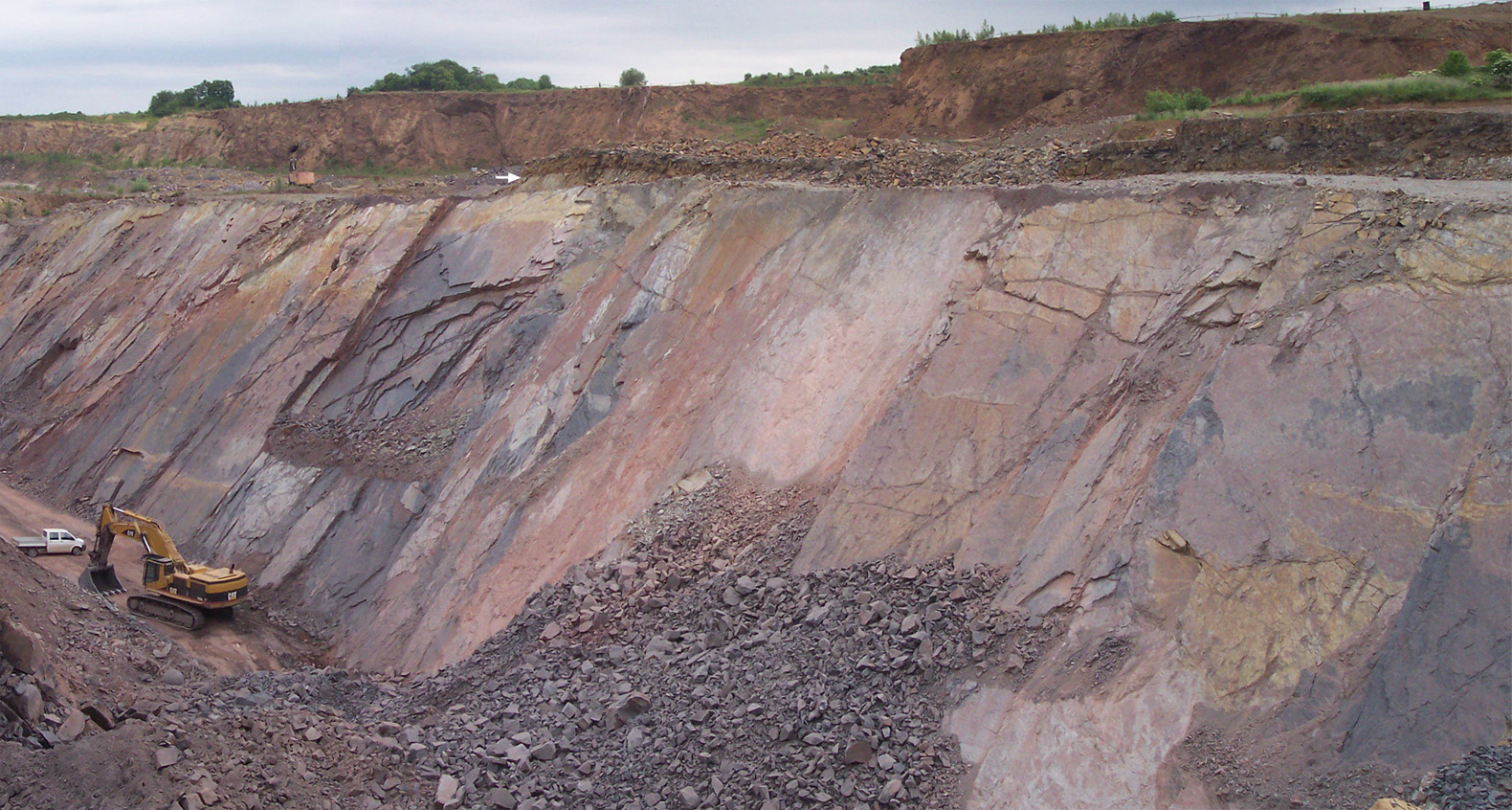
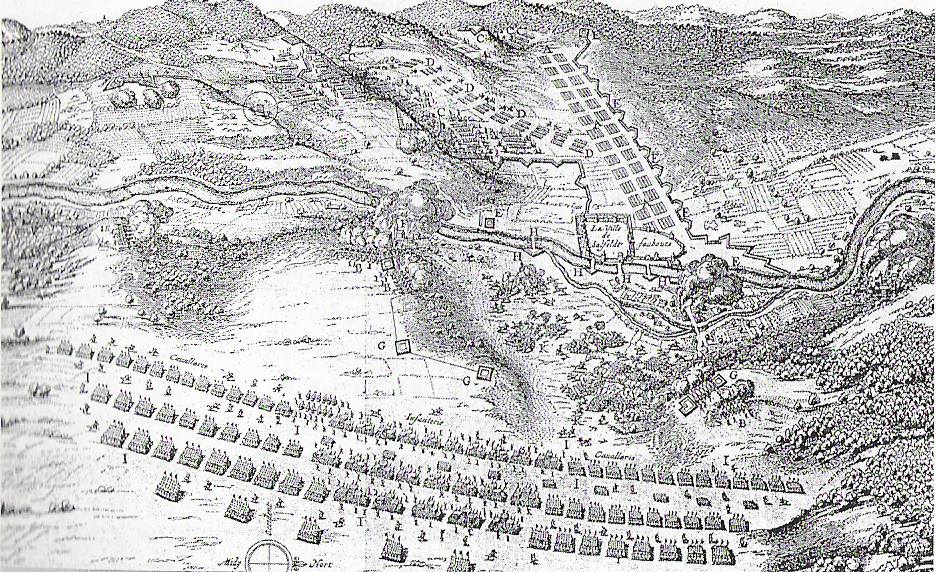
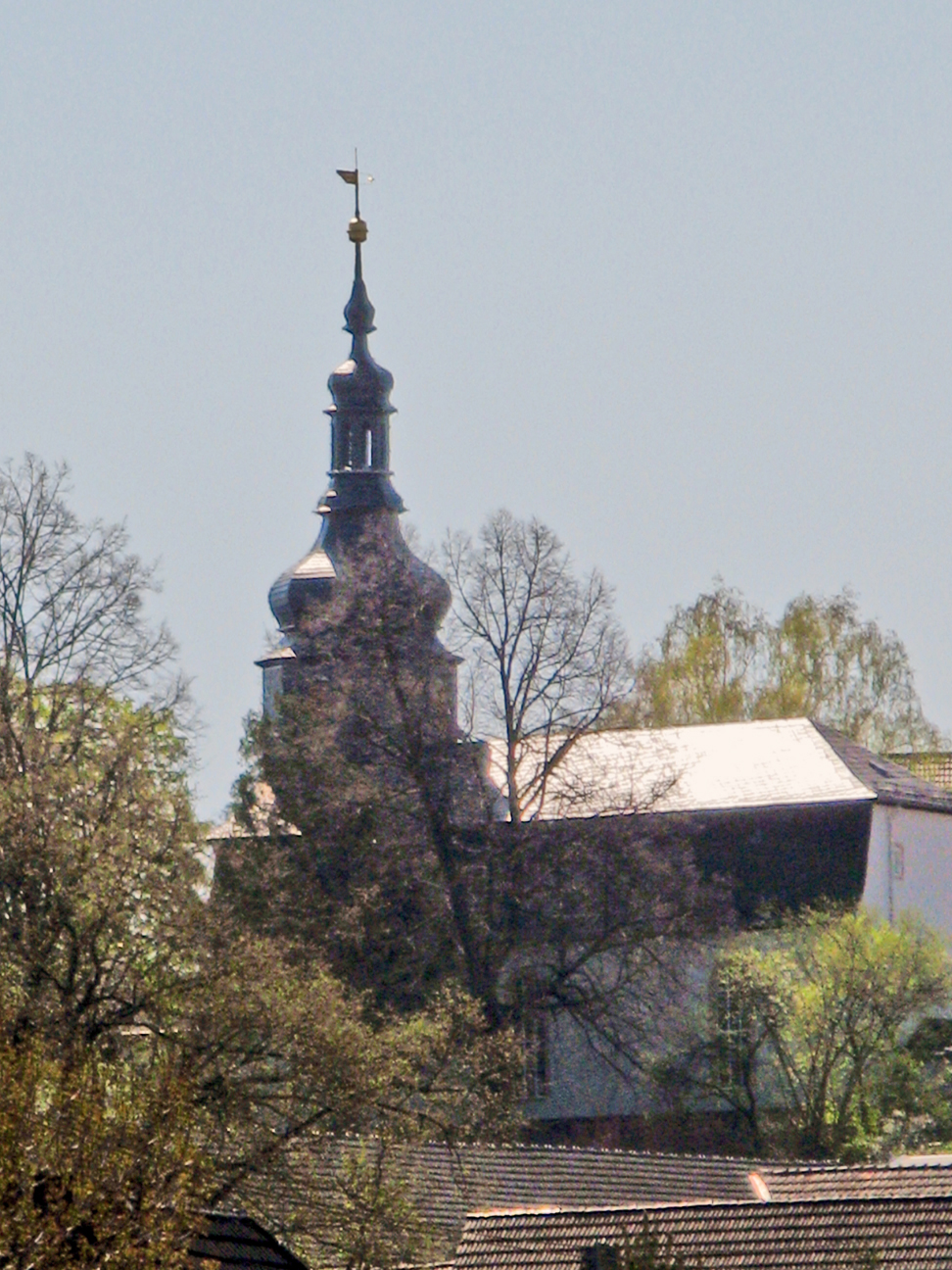
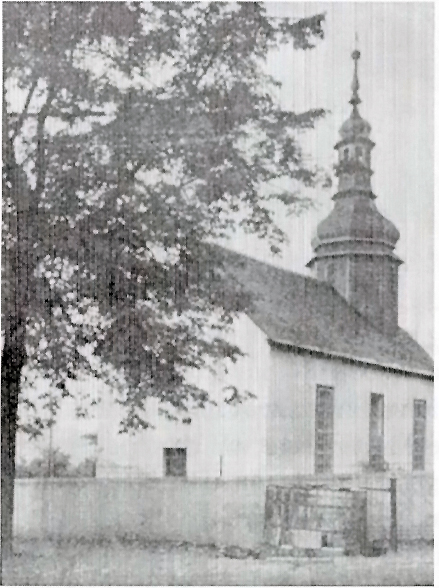
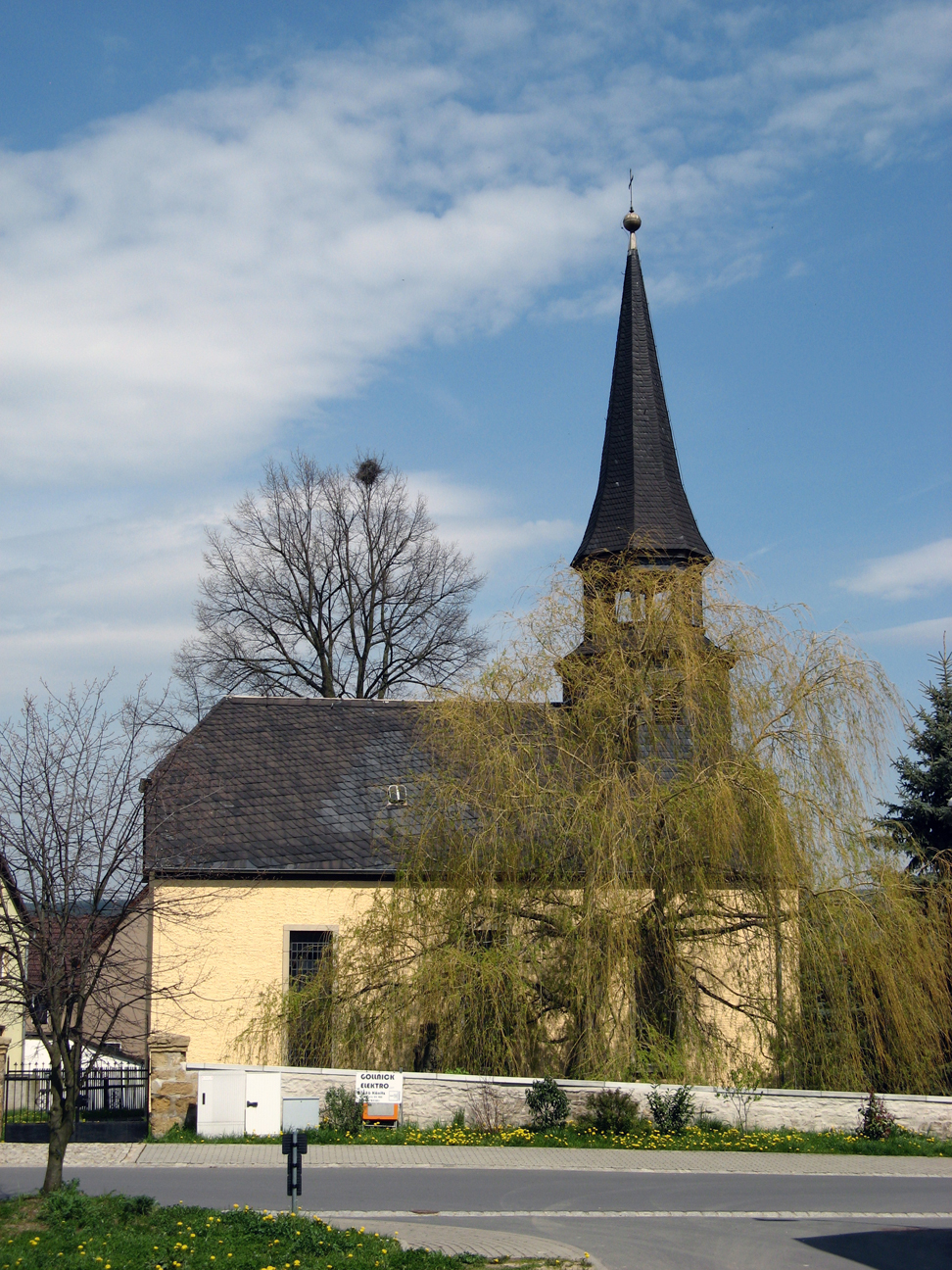